# Перт (Онтарио)
Перт (енгл. Perth) је градић у Канади у покрајини Онтарио. Према резултатима пописа 2011. у граду је живело 5.840 становника.

## Становништво
Према резултатима пописа становништва из 2011. у граду је живело 5.840 становника, што је за 1,1% мање у односу на попис из 2006. када је регистровано 5.907 житеља.
| 2006. | 2011. | 2016. |
| ----- | ----- | ----- |
| 5.907 | 5.840 | 5.930 |